# L'Art dans Tout
L’Art dans Tout est un mouvement artistique qui, de 1896 à 1901, a réuni des architectes, des peintres, des graveurs, des sculpteurs, et a encouragé l'investissement d'artistes dans l'aménagement intérieur, le mobilier et les objets utilitaires de la vie courante, participant également au développement de l'Art nouveau en France. Ce mouvement prend sa source dans les écrits de Viollet-le-Duc.

## Historique
En 1896, un groupe d’artistes, dénommé initialement Les Cinq (puis Société des Six), avec Alexandre Charpentier, Félix Albert Anthyme Aubert, Henry Nocq, Charles Plumet et François-Rupert Carabin se transforme en 1898 en un mouvement L’Art dans Tout, avec l'apport de Tony Selmersheim, Henri Sauvage, Étienne Moreau-Nélaton, Jules Desbois, Paul Follot et René Guilleré, pour ne citer que ceux-ci. Les cinq signataires de la préface de ce mouvement s'accordaient sur une démarche commune dont les principes découlaient du Dictionnaire de Viollet-le-Duc. 
Ce mouvement remet en cause, comme Viollet-le-Duc, les hiérarchies entre arts majeurs et arts mineurs, et le cloisonnement entre la production artistique, la production artisanale et la production industrielle.  Son activité s'inscrit dans un courant à long terme qui voit les arts décoratifs obtenir peu à peu leur légitimité (accès aux Salons, émergence d’un système marchand, droit à la signature, etc.) et le rôle social et hygiénique de l'habitat être mis en valeur. Ce mouvement, qui artistiquement s'inscrit dans la tendance de l'Art nouveau, se signale par des tentatives de création d'un art domestique à un prix abordable,. Un art accessible aux classes moyennes et au monde ouvrier, introduisant dans l'environnement quotidien une part de beauté, qui s'inscrit ainsi dans cet Art social réclamé par Roger Marx, déjà expérimenté par André Marty avec L'Artisan moderne (1895-1898) qui impliqua Charpentier et Nocq. 
Charles Plumet présente ainsi en 1899 un projet de foyer moderne pour un ménage d'artisans en vue de sa réalisation à l'Exposition universelle de 1900. Ce projet n'est pas retenu. En revanche, alors que le mouvement de L’Art dans Tout se dissout en 1901, l'Exposition de l'habitation, tenue au Grand-Palais à Paris en 1903, expose des modèles de résidences à bon marché, dues notamment à Léon Benouville, Jules Lavirotte, Charles Plumet et Tony Selmersheim.

### Webographie
- « Autour d'Alexandre Charpentier », sur le site du Musée d’Orsay (1).
- « Alexandre Charpentier (1856-1909). Naturalisme et Art Nouveau », sur le site du Musée d’Orsay (2).
- « Félix Anthyme AUBERT », sur le site du Château Laurens.